# Салауат йыйыны
Салауат йыйыны (баш. Салауат йыйыны — «Праздник Салавата») — республиканский фольклорный праздник, проводимый в рамках Дней Салавата Юлаева.

## О празднике
Указ «О проведении Дней Салавата Юлаева в Республике Башкортостан» был подписан Президентом республики в июле 2004 года. С тех пор «Салават йыйыны» ежегодно проходит в разных городах и районах республики. Первоначально проводятся отборочные этапы.
Целями и задачами Республиканского фольклорного праздника «Салауат йыйыны» являются:
- сохранение и развитие народного творчества;
- воспитание у подрастающего поколения через образ Салавата Юлаева любви к своему народу, его историческому прошлому, чувства национальной гордости, уважения и почитания старшего поколения;
- пропаганда и популяризация национальных обычаев и традиций башкирского народа;
- пропаганда национальных видов спорта;
- пропаганда здорового образа жизни.[1]

В рамках праздника проводятся ярыш — состязания: «Салауат йыйыны батыры», «Сая кыззар», конкурс юрт, традиционные спортивные соревнования (ходьба по шесту, бег в мешке, бой с мешками, курэш, турнир по борьбе куреш на приз им. С. Юлаева). В 2015 году в программу «Салауат йыйыны» включено состязание сэсэнов — импровизаторов на приз имени Баика Айдара
- 2004 Салаватский район Башкортостана
- 2005 Салаватский район Башкортостана
- 2006 Балтачевский район Башкортостана
- 2007 Чекмагушевский район Башкортостана
- 2008 город Салават
- 2009 город Уфа
- 2010 Ишимбайский район Башкортостана
- 2011 Салаватский район Башкортостана
- 2012 Салаватский район Башкортостана
- 2013 Салаватский район Башкортостана
- 2014 Салаватский район Башкортостана

## Салауат йыйыны — 2010
«Салауат йыйыны — 2010» прошёл на историческом месте — у подножия горы Торатау, где издавна проводили территориальный йыйын, и где племена башкир собирались для решения судьбоносных вопросов.
Так же в нём приняли участие делегаты III Всемирного курултая башкир из разных регионов РФ и стран.